# 寇氏小节贝
寇氏小节贝（学名：Collisella kolarovai），是原始腹足目青螺科Collisella的一种。 

## 分佈
主要分佈於中国大陆，常栖息在潮间带。